# Zwemschool Scheveningen

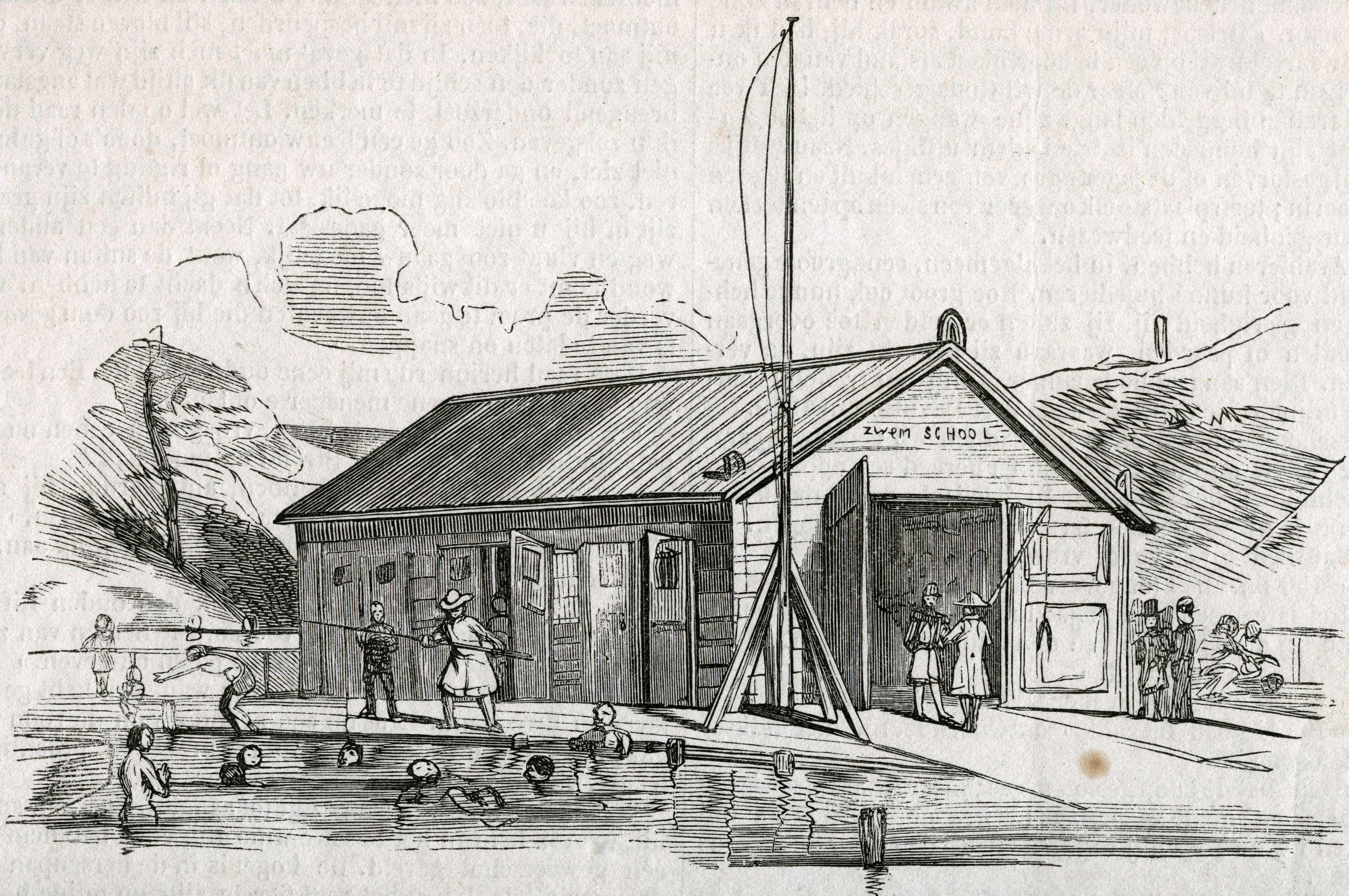
Scheveningse zwemschool uit 1843

Zwemschool Scheveningen, die in 1843 werd geopend, was de eerste zwemschool voor burgers in Nederland.

## Aanleiding
Hoewel Nederland voor een groot deel beneden de zeespiegel ligt, werd er tot de eerste helft van de negentiende eeuw nergens georganiseerde zwemles gegeven. In die tijd groeide het besef, dat leren zwemmen in Nederland een noodzaak is, hetgeen samenviel met een reeds groeiende belangstelling in preventieve lichamelijke gezondheid. De 1e Luitenant Johannes Cornelis Jacobus Smits van het Regiment Grenadiers en Jagers, hield zich al vóór 1843 bezig met lichamelijke opvoeding in Den Haag. Aanvankelijk alleen voor militairen van het plaatselijke garnizoen, maar later ook voor burgers, vaak jongemannen uit de welgestelde kringen in Den Haag. De eerste zwemschool in Nederland werd in 1830 te Breda gesticht. Deze was echter uitsluitend bestemd voor militairen.

## Burgerzwemschool
In 1843 opende de toen 31-jarige Smits in Scheveningen een burgerzwemschool, waar óók les aan militairen werd gegeven. De zwemschool bevond zich aan de noordelijke oever van het kanaal van Den Haag naar Scheveningen, ongeveer honderd meter ten westen van de Cremerbrug, in het duingebied waar in de 20e eeuw het Westbroekpark zou worden aangelegd. Ongeveer op die plek bevindt zich sinds de aanleg van dat park een eilandje en een zijarm van het kanaal. Daar verrees een houten gebouw met enkele vertrekken, waarin onder meer ruimte was voor een ‘zwemboot’ en allehande lesmaterialen, alsmede een leslokaal met toestellen om te oefenen in droogzwemmen. Daarnaast bevonden zich in het gebouw twaalf kleedkamers. Het zwemmen in water oefenen gebeurde in het kanaal. Behalve zwemmen, werd er ook les gegeven in duiken en reddingszwemmen in kleding. In die tijd lag het accent bij reddingszwemmen met name in het vermogen jezelf te kunnen redden als bijvoorbeeld een boot omsloeg. Les in specifiek zwemmend redden werd vermoedelijk nog niet gegeven. Smits ontwierp zelf zijn zwemtoestellen, die volgens tijdgenoten de eerste van hun soort waren.

## De zwemlessen
Een leerling kreeg van Smits, die naast directeur ook zweminstructeur was, eerst onderricht aan de droogzwemtoestellen, zodat hij de zwembewegingen onder de knie kon krijgen. De eerste echte zwemervaring deed de leerling op met een gordel aan een touw, welk aan een 'zwemstok' was bevestigd. In het volgende stadium zwom de leerling naast de zwemboot en leerde hij duiken. Als laatste moest de leerling leren zwemmen in kleding – in het geval van militairen in marstenue met volle bepakking en geweer.
Galerij

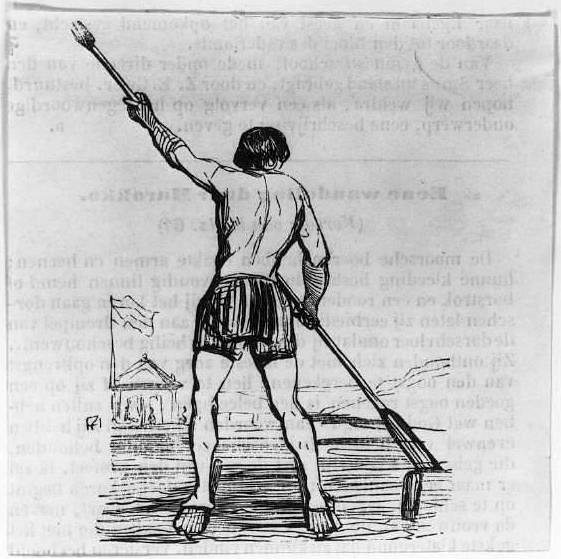
Zwemleraar Smits met zwemstok
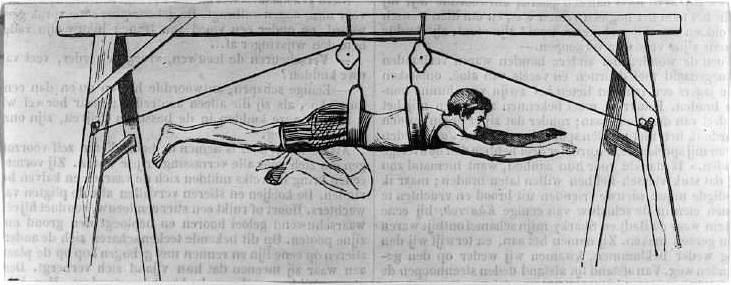
Het door Smits ontworpen toestel voor droogzwemles
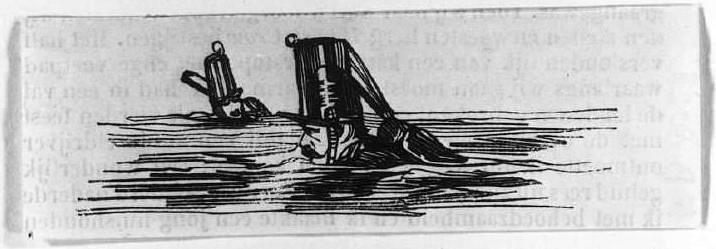
Zwemmen door militairen in uniform met volledige bepakking en geweer

## Andere zwemscholen
Na de zwemschool van Smits in Scheveningen, volgde er nog meer. In 1846 opende de militair C.W. Ploenius, instructeur aan de Militaire Academie in Breda, een zwemschool in Amsterdam aan de buitenzijde van een dijk even voorbij de Westerdoksluis. Het had drie zwembasins, met een bodem van een dikke zandlaag. De Amsterdamse zwemschool was alleen toegankelijk voor personen van boven de 12 jaar van het mannelijk geslacht.